# Бишоп, Лютер Эрл
Лю́тер Эрл Би́шоп (англ. Luther Earl Bishop; 1943—1991) — американский ботаник.

## Биография
Родился в городе Ориндж штата Калифорния 21 октября 1943 года. Отец, Эрл Лютер Бишоп, погиб в 1944 году во Второй мировой войне, вскоре после чего семья Лютера переехала в Нэшвилл. Учился в Висконсинском университете в Мэдисоне, 1965 году окончил его с отличием.
В 1970 году в Гавайском университете защитил диссертацию доктора философии под руководством Альберта Чарлза Смита, в которой рассматривал систематику рода Adenophorus. Некоторое время преподавал в университете, затем работал в Ботаническом саду Гонолулу.
Неоднократно путешествовал по Южной Америке — Венесуэле, Колумбии, Перу, Эквадору. С 1973 года жил в Энкоридже, затем — в Сиэтле, в Беркли.
Умер 19 декабря 1991 года в городе Маркетт штата Мичиган от осложнений, связанных со СПИДом.

## Некоторые научные публикации
- Bishop L. E. Taxonomy of the Hawaiian fern genus Adenophorus. — 1970. — 190 p.
- Bishop L. E. Honolulu Botanic Gardens inventory. — 1973. — 293 p.

## Роды растений, названные именем Л. Бишопа
- Bishopalea H.Rob., 1981 — Heterocoma DC., 1810
- Bishopanthus H.Rob., 1983
- Bishopiella R.M.King & H.Rob., 1981
- Bishovia R.M.King & H.Rob., 1978
- Episcothamnus H.Rob., 1981 — Lychnophoriopsis Sch.Bip., 1863